# Gaspar Noé

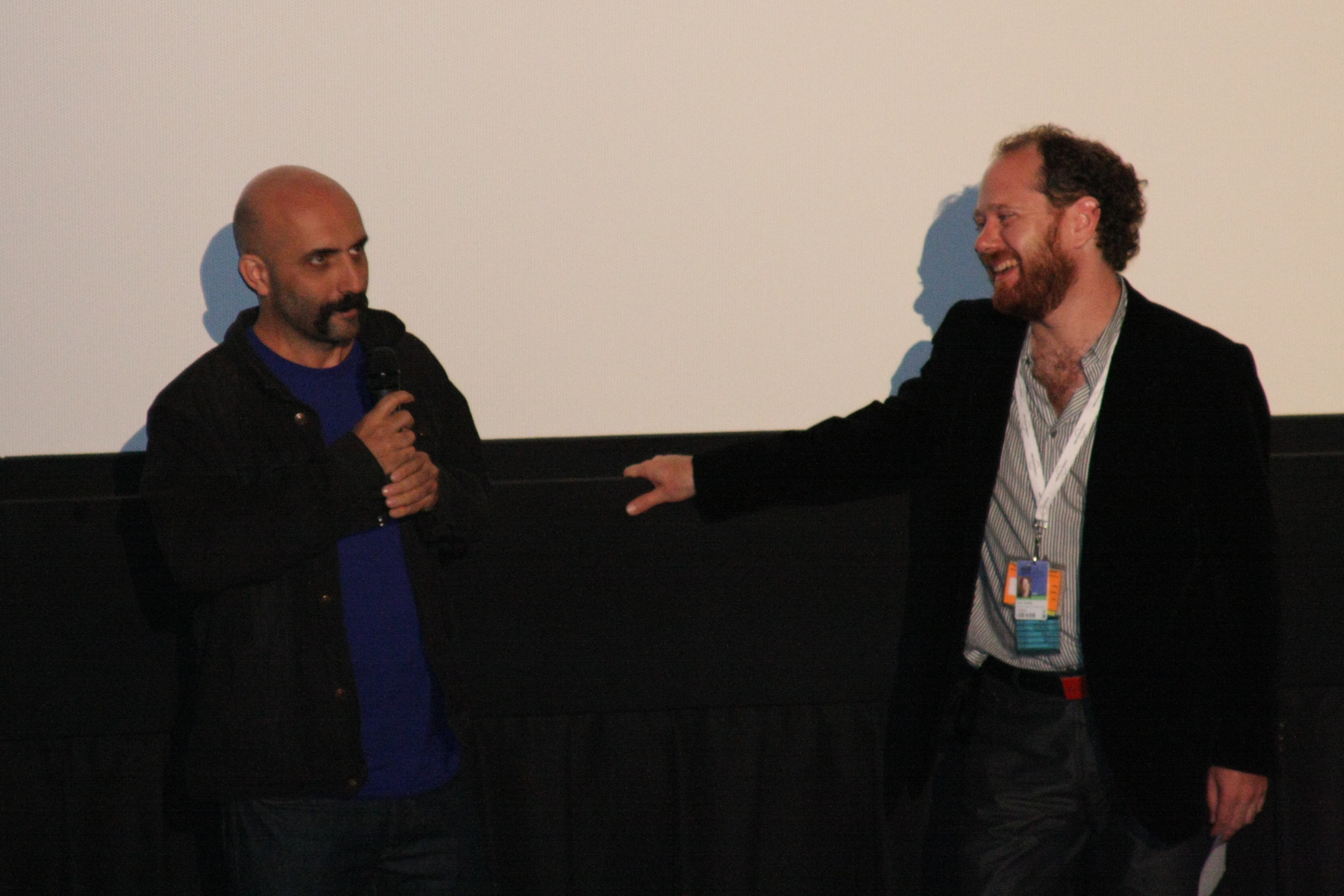
Gaspar Noé presenta Enter the Void

Gaspar Noé (Buenos Aires, 27 de desembre de 1963) és un director de cinema argentí. També ha treballat com a operador de càmera, muntador i productor i ajudant de direcció. Ha realitzat la majoria dels seus llargmetratges a França lloc on resideix des de fa anys.
És fill del pintor argentí Luis Felipe Noé.

## Biografia
Gaspar ha desenvolupat dins del cinema càrrecs com operador de càmera, muntador i productor. La seva carrera comença amb el migmetratge carn el 1991, però és el 2002 quan entra per la porta gran al món del cinema amb la presentació en el Festival de Canes de la polèmica obra Irreversible.

## Filmografia

### Curtmetratges
- Tintarella di luna (1985)
- Pulpe amère (1987)
- Carne (1992)
- Une expérience d'hypnose télévisuelle (1995)
- Sodomites (1998)
- Intoxication (1998)
- Eva (2005)
- Destricted (segment de We Fuck Alone) (2006)
- 8 (segment, SIDA) (2007)
- 7 Days in Havana (segment per anunciar)[2]

### Largmetratges
- 1998: Seul contre tous
- 2002: Irreversible
- 2009: Enter the Void
- 2015: Love
- 2018: Climax

### Videoclips
- 1996: Je n'ai pas, Mano Solo / Les Frères Misère
- 1998: Insanely Cheerful, Bone Fiction
- 1999: Je suis si mince, Arielle
- 2004: Protège-moi, de Placebo (Va ser censurat pel seu contingut)

### Publicitat
- 2008: Yves Saint-Laurent:La Nuit de l'Homme, amb Vincent Cassel

## Altres feines

### Ajudant de direcció
- 1985: Tangos, l'exil de Gardel, de Fernando E. Solanas
- 1988: Le Sud (Sur), de Fernando E. Solanas

### Càmera
- 1996: La Bouche de Jean-Pierre, de Lucile Hadzihalilovic
- 1998: Good Boys Use Condoms, de Lucile Hadzihalilovic

### Actor
- 1995: Cinémation n°1749, de Gérard Courant - D'ell mateix
- 1996: Le Rocher d'Acapulco, de Laurent Tuel - Jean-Marc (Veu)
- 1997: Dobermann, de Jan Kounen - De venedor
- 2002: Irréversible, d'ell mateix - Un client del bar Rectum

## Premis

### Seul contre tous
- Premi de la Setmana de la Crítica i premi de la juventud al Festival de Cannes
- Premi de la crítica internacional al Festival de film de Sarajevo
- Premi especial del jurat al Retrobaments franco-americans d'Avinyó
- Premi al millor actor al Festival international de cinema francophon de Namur
- Premi al millor guió al Festival internacional de cinema de Catalunya
- Premi a la millor òpera prima i a la millor fotografia al Festival International de Cinema d'Estocolm
- Premi Especial [Où ?]